# ساتورو ناكانو
ساتورو ناكانو (باليابانية: 中野悟) هو سباح ياباني، ولد في 9 يناير 1947 في هيروشيما في اليابان.

## وصلات خارجية
- ساتورو ناكانو على موقع الاتحاد الدولي للسباحة (الإنجليزية)
- ساتورو ناكانو على موقع أوليمبيديا (الإنجليزية)